# ۸۸۳ (قمری)
۸۸۳ (قمری)، هشتصد و هشتاد و سومین سال در گاهشماری هجری قمری است. اول محرم این سال برابر با سیزدهم آوریل سال ۱۴۷۸ میلادی است.